# Herman Grimm
Herman Grimm (Kassel, 1828. január 6. – Berlin, 1901. június 16.) német író, esszéíró és művészettörténész, Wilhelm Grimm fia.

## Életútja
Filológiai és történelmi tanulmányait Berlinben és Bonnban végezte. 1873-ban a műtörténelem rendes tanára lett a berlini egyetemen. Mint író először Ármin (Lipcse, 1851) című drámájával lépett föl, ezt követték Traum und Erwachen (Berlin, 1854), Demetrius (Lipcse, 1854) és Novellen (Berlin, 1856, 2-ik kiad. 1862) című költői munkái. Irodalmi és művészeti tanulmányait a kitűnő Essays (Hannover, 1859) és Neue Essays (Berlin, 1865) című műveiben tette közzé. Főműve: Leben Michelangelos (2 kötet, Hannovera 1860-63; 6. kiad. Berlin, 1890), mely nemcsak jeles műtörténelmi monográfia, hanem kitűnő kulturkép is, ahol a művész korának politikai és társadalmi viszonyait világítja meg. 1865-66-ban kiadta az Über Künstler und Kunstwerke című folyóiratot. Lefordította Homérosz Iliászát (uo. 1890). Grimm neje Gisela von Arnim, Bettina von Arnim leánya, a dráma terén próbálkozott néhány darabbal.